# Gleichamberg
Gleichamberg ist ein Ortsteil der Stadt Römhild im Landkreis Hildburghausen in Thüringen.

## Dialekt
Der Ort Gleichamberg bildet mit der Stadt Schleusingen eine Sprachgrenze ostfränkischer Dialekte. In Gleichamberg treffen Hennebergisch aus dem Nordwesten, Itzgründisch aus dem Südosten und Grabfeldisch aus dem Südwesten aufeinander. Daher sind im Gleichamberger Dialekt Anteile dieser drei Dialekte zu finden.

## Geschichte
Der Ort wurde in den Urkunden erstmals 1100 als Siedlung unter dem Namen „Glychon“ erwähnt. In den darauffolgenden Jahren spaltete sich die Siedlung in „Glychin am Berg“ (das heutige Gleichamberg) und „Glychon an der Wysen“ (das heutige Gleicherwiesen). Gleichamberg liegt am Südosthang des Großen Gleichberges, zwei Kilometer von der bayerischen Grenze entfernt.
Am 23. März 1993 entstand die Großgemeinde Gleichamberg durch Zusammenlegung der bis dahin selbstständigen Gemeinden Bedheim, Eicha, Gleichamberg, Gleicherwiesen, Roth (bei Hildburghausen), Simmershausen und Zeilfeld. Zur Gemeinde Gleichamberg gehörten nach dieser Zusammenlegung folgende Orte:
- Buchenhof
- Bedheim
- Gleicherwiesen
- Eicha
- Simmershausen
- Zeilfeld
- Roth

Gleichamberg schloss sich am 31. Dezember 2012 mit der Stadt Römhild und weiteren Gemeinden aus der Verwaltungsgemeinschaft Gleichberge zur neuen Stadt Römhild zusammen.

### Einwohnerentwicklung
Entwicklung der Einwohnerzahl der Großgemeinde(31. Dezember):
| - 1994: 3088 - 1995: 3098 - 1996: 3088 - 1997: 3109 - 1998: 3116 | - 1999: 3116 - 2000: 3111 - 2001: 3106 - 2002: 3101 - 2003: 3049 | - 2004: 3034 - 2005: 3029 - 2006: 3006 - 2007: 2966 - 2008: 2932 | - 2009: 2885 - 2010: 2854 - 2011: 2788 |

Thüringer Landesamt für Statistik

## Bürgermeister
Günther Köhler wurde am 1. Mai 1985 in sein Amt eingeführt und war bei seinem Ausscheiden Ende 2012 der zweitdienstälteste Bürgermeister des Landkreises.

## Wappen
Blasonierung: „In Rot über einem goldenen Dreiberg, der seinerseits mit einem roten Dreiberg belegt ist, eine geöffnete silberne Schere, darüber eine liegende goldene Vogelkopffibel.“

## Ortspartnerschaften
Gleichamberg pflegt seit dem 22. Januar 1990 eine Partnerschaft mit Knetzgau im Landkreis Haßberge.

## Kultur und Sehenswürdigkeiten

### Musik
In Gleichamberg gibt es drei musizierende Gruppen:
- Die bekannteste ist die Kapelle Die Gleichberg-Musikanten, die 1964 unter anderem Namen gegründet und 1988 umbenannt wurde.
- Ein Männerchor ist durch seine sonntäglichen Auftritte in der Kirche und bei Beerdigungen bekannt.
- Ein Kinder- und Jugendorchester spielte beispielsweise bei der Einweihung der Naturbühne.

### Bauwerke
Die evangelische Kirche St. Nikolaus ist eine im Kern mittelalterliche Chorturmkirche auf einem befestigten Kirchhof mit einer sehenswerten einheitlichen Barockausstattung.

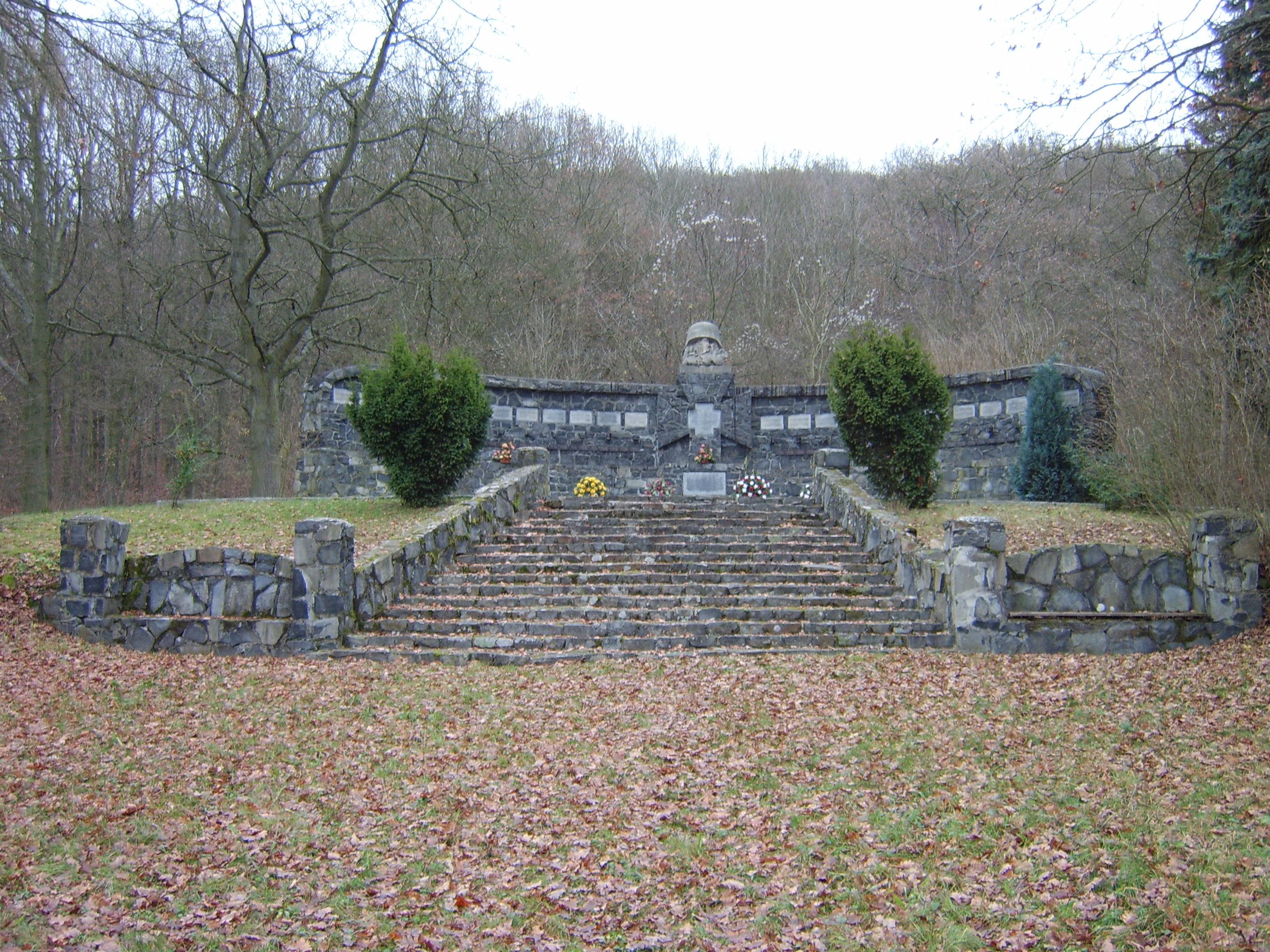
Denkmal für die Weltkriegsopfer aus Gleichamberg

Nach dem Ersten Weltkrieg wurde am Eingang des Waldes zum Gedenken an die Gefallenen ein Denkmal mit einem auf einer Mauer liegenden Stahlhelm errichtet. An der Mauer wurden die Namen der gefallenen Soldaten angebracht. Während des Zweiten Weltkrieges wurde es teilweise zerstört und anschließend wieder aufgebaut. Dabei wurden auch die Namen der im Zweiten Weltkrieg Gefallenen auf Gedenktafeln angebracht.

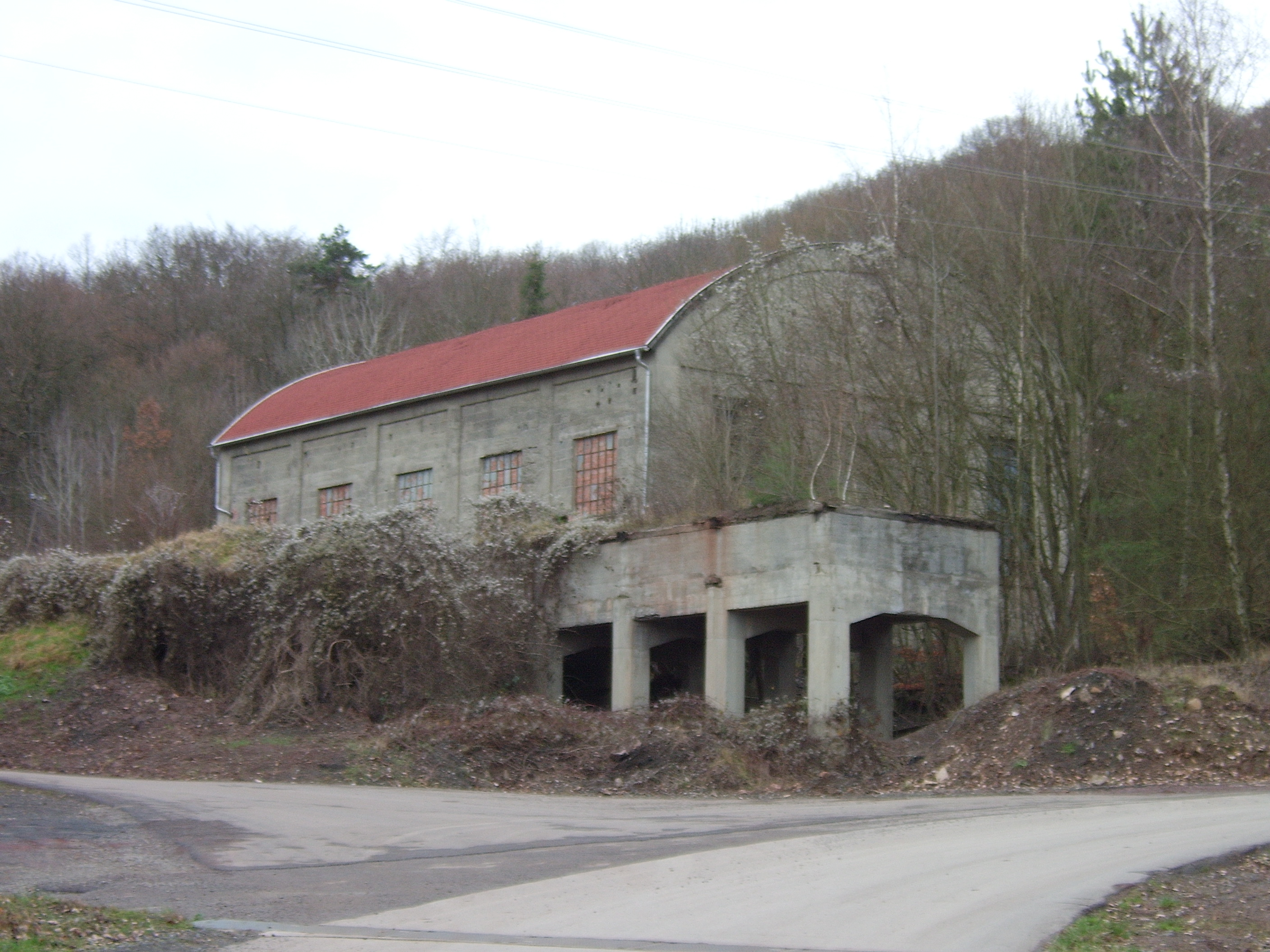
Grundstock des ehemaligen Brecherhauses

Im Jahr 2005 begonnen und am 11. Juni 2006 eingeweiht wurde die Naturbühne, die im Rahmen eines Projektes erbaut wurde, an dem auch amerikanische Jugendliche teilnahmen. Sie wurde an die Überreste des ehemaligen Basaltwerkes gebaut, das Anfang der 1980er Jahre stillgelegt und in den 1990er bis auf das Erdgeschoss abgerissen wurde.

### Sport
Der Turn- und Sportverein Gleichamberg hat ein eigenes Vereinshaus zwischen der ehemaligen Schule und dem Sportplatz.

### Regelmäßige Veranstaltungen
Als Brauchtumsfeste werden gefeiert:
- die jährliche Kirmes,
- das Brauhausfest und
- das Backhausfest

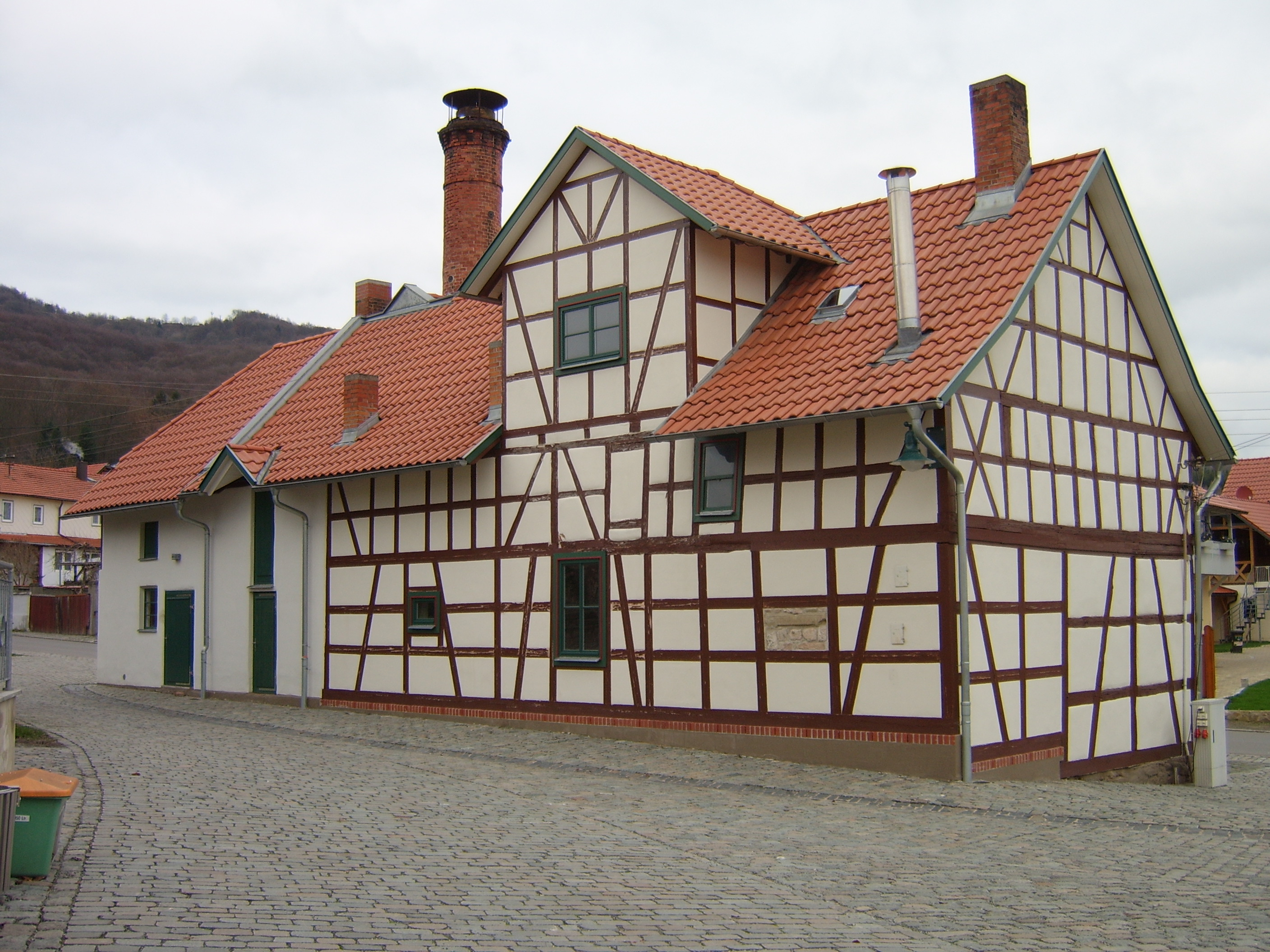
Brau- und Backhaus vom Dorfplatz gesehen

Die Kirmes in Gleichamberg ist mit teilweise mehr als 50 Darstellern eine der größten in der Region. Sie findet immer an einem der beiden ersten Novemberwochenenden statt.
Das Brauhausfest wird in geraden, das Backhausfest in ungeraden Jahren veranstaltet.

### Weitere Vereine
Neben den bereits genannten gibt es einen Sportverein, Feuerwehrverein und noch einen recht jungen eigenständigen Karnevalsverein (GKV – Gleichamberger Karnevalsverein e. V.).

## Wirtschaft und Infrastruktur
1897 wurde am Großen Gleichberg ein Basaltsteinbruch eröffnet. Eine Seilbahn transportierte das Gestein nach Gleichamberg in das Brecherwerk. Von hier erfolgte ab 1908 der Weitertransport mit einer Werkbahn nach Simmershausen, wo bis 1946 der Umschlag des Basaltschotters auf die Güterwagen der Bahnstrecke nach Hildburghausen erfolgte. 1981 wurde der Steinbruch geschlossen. Bis zu 140 Arbeiter beschäftigte das Basaltwerk im Jahr 1927.

### Ansässige Unternehmen
Nach der Wende hat als erste Firma ELBA Bürosysteme 1992 in Gleichamberg eine Zweigstelle errichtet. Sie ist heute das Zentrum für Kartonageprodukte der Firma. Danach folgten Firmen wie die Waffenfabrik Heym, die sich auf handgefertigte Jagdwaffen spezialisiert hat.